# Aquiles Ocanto
Aquiles David Ocanto Querales (Barquisimeto, Estado Lara, Venezuela; 18 de noviembre de 1988) es un exfutbolista venezolano que jugaba como delantero .

## Trayectoria

### Inicios
Aquiles Ocanto no comenzó a jugar fútbol a temprana edad como la mayoría, pero no le ha hecho falta, porque el talento lo tiene y eso le ha permitido hacerse un nombre en el balompié venezolano, sin problemas.
El “Chino” comenzó jugando fútbol sala en el 2000, pero luego de seis años se dio cuenta de que eso no era lo de él. Es que él necesitaba más espacio para correr, desplegar sus habilidades y buscar un mejor futuro, así que dejó los salones para jugar en unas canchas un poco más grandes y, en algún momento, en los principales estadios del país.

### Guaros FC
Entonces, en 2006, llegó al recién fundado Guaros Fútbol Club y comenzó a jugar en las categorías inferiores. Al final de la temporada 2006-2007, cuando se selló la expansión en la Primera División del fútbol venezolano, el novel cuadro rojinegro logró el ascenso y ahí estaba Ocanto, listo para aprovechar su oportunidad, teniendo como aval sus buenas actuaciones en Segunda y con la sub-20, con la que había quedado campeón.
El 5 de agosto de 2007, en el arranque del torneo Apertura, el joven delantero debutó en máxima categoría criolla. Ese día, Guaros empató 2-2 con Monagas y él fue uno de los jugadores más destacados. Incluso consiguió un penal.
No le costó ganarse un puesto en el primer equipo, en el que se quedaría de ahí en adelante. Sus goles lo convirtieron en una pieza fundamental del equipo. Y en la campaña 2008-2009 estuvo entre los máximos artilleros del torneo local.

### Puebla FC
En julio del 2009 el volante estuvo a prueba en el Puebla Fútbol Club donde estuvo un par de meses, el jugador tuvo una buena actuación pero finalmente no se quedó, debido a que los cupos de extranjeros ya estaban ocupados, esta vez para integrarse al recién fundado ACD Lara

### ACD Lara
Ocanto siguió dando muestras de sus innegables habilidades dentro de la cancha y de su gran olfato de gol.
Vistió la camiseta rojinegra durante las siguientes cuatro temporadas y media (desde mediados de 2009 hasta finales de 2013). Y con ella logró su primer título en el profesional, en la temporada 2011-2012, bajo la dirección de Eduardo Saragó. Además, participó en una edición de la Copa Libertadores (2013) y dos de la Sudamericana (2010 y 2013). También figura entre los máximos goleadores de la institución crepuscular, con 20 dianas.

### Esporte Clube Juventude
En diciembre de 2013, Aquiles salió del país por segunda ocasión. El Juventude de la Serie C de Brasil contrató sus servicios y lo puso a jugar en el torneo Gaúcho, pero un cambio en la dirección técnica evitó que tuviera la continuidad deseada.

### Carabobo Fútbol Club
En la segunda mitad de 2014, volvió a territorio venezolano, esta vez con el Carabobo de Jhonny Ferreira, para quien ha sido un jugador fundamental en la ofensiva. Su labor en el ataque fue clave para que el equipo granate llegara a semifinales de la Copa Venezuela 2014, en la que celebró cuatro goles. Y en el torneo Apertura también destacó con otras seis anotaciones.
Luego, en el torneo Clausura 2015, Aquiles David Ocanto mantuvo su rol de protagonista en el equipo. En ese segundo semestre de la campaña gritó tres goles. Y en la serie Presudamericana, el "Chino" también fue fundamental para que su elenco lograra la clasificación al certamen continental en su edición 2015, y en ese octogonal marcó su decimocuarto tanto de la zafra.

## Selección nacional
Aquiles Ocanto recibió su primer llamado a la selección nacional de Venezuela en el inicio de 2015. Captó la atención de Noel Sanvicente, gracias a su gran desempeño con Carabobo en el torneo Apertura y la Copa Venezuela de 2014, y fue invitado a participar en el módulo que se llevó a cabo en Ciudad Guayana del 19 al 21 de enero de ese año.
Su debut con la camiseta vinotinto se dio poco después, el 11 de febrero, en el partido amistoso frente a Honduras, en el que la selección criolla se impuso 2-1 en el estadio La Carolina de Barinas. Entró en el minuto 83, en el lugar de Richard Blanco.
Luego también fue convocado para otro módulo de preparación de Venezuela, rumbo a la Copa América de Chile, del 20 al 22 de abril en Margarita, pero no fue seleccionado en el grupo final, que viajó a territorio chileno. 

## Clubes
- Estuvo a prueba en el Pachuca de México.

| Club                                      | País      | Año         | Partidos | Goles |
| ----------------------------------------- | --------- | ----------- | -------- | ----- |
| Guaros FC                                 | Venezuela | 2007 - 2009 | 34       | 9     |
| ACD Lara                                  | Venezuela | 2009 - 2013 | 101      | 21    |
| EC Juventude                              | Brasil    | 2014        | 2        | 0     |
| Carabobo FC                               | Venezuela | 2014 - 2019 | 96       | 35    |
| Deportivo Táchira                         | Venezuela | 2019 - 2020 | 22       | 3     |
| Deportivo La Guaira                       | Venezuela | 2020 - 2021 | 29       | 9     |
| Monagas SC                                | Venezuela | 2021-2022   | 33       | 13    |
| UCV                                       | Venezuela | 2023-2024   | 26       | 3     |
| Anzoátegui Fútbol Club                    | Venezuela | 2024        | 13       | 2     |
| Datos actualizados a 28 de Marzo de 2024. |           |             |          |       |

## Palmarés
| Título                        | Club                | País      | Año     |
| ----------------------------- | ------------------- | --------- | ------- |
| Primera División de Venezuela | ACD Lara            | Venezuela | 2011-12 |
| Primera División de Venezuela | Deportivo La Guaira | Venezuela | 2020    |

- Datos: Q4782940